# Luquet
Luquet – miejscowość i gmina we Francji, w regionie Oksytania, w departamencie Pireneje Wysokie.
Według danych na rok 1990 gminę zamieszkiwało 296 osób, a gęstość zaludnienia wynosiła 36 osób/km² (wśród 3020 gmin regionu Midi-Pireneje Luquet plasuje się na 771. miejscu pod względem liczby ludności, natomiast pod względem powierzchni na miejscu 1228.).
Gmina leży w enklawie departamentu Hautes-Pyrénées położonej na terytorium departamentu Pyrénées-Atlantiques.